# Michael Bruce
Michael Owen Bruce (16 marzo 1948) è un chitarrista e tastierista statunitense.
È probabilmente più famoso per la sua collaborazione con Alice Cooper.

## Discografia (parziale)

### Con Alice Cooper

#### Album studio
- 1969 - Pretties for You
- 1970 - Easy Action
- 1971 - Love It to Death
- 1971 - Killer
- 1972 - School's Out
- 1973 - Billion Dollar Babies
- 1973 - Muscle of Love